# Франциск К'єза
Франциск К'єза, італ. Francesco Chiesa (2 квітня 1874, Монта — 1946, Альба ) — італійський священик і канонік, пауліст (ССП), духовний батько о. бл. Яків Альберіоне, Слуга Божий Католицької Церкви .

## Біографія
Народився 2 квітня 1874 року в Монта у селянській родині. Висвячений на священика у віці 22 років.

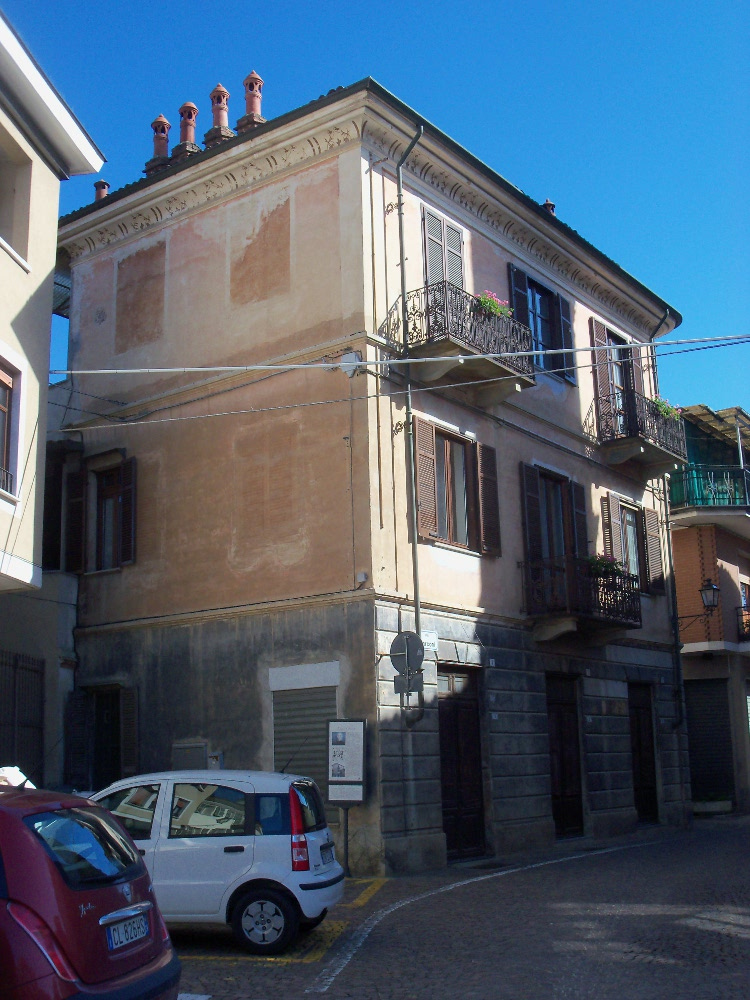
Будинок де народився Франциск К'єза

Помер 11 грудня 1987 р. в Альбі. Папа Іван Павло ІІ видав указ про героїзм його чеснот. Наразі триває процес його беатифікації.